# Viscount-Melville-Sund
Der Viscount-Melville-Sund (englisch Viscount Melville Sound) ist eine Wasserfläche im kanadisch-arktischen Archipel, welche die Victoria-Insel und die Prince-of-Wales-Insel von den Königin-Elisabeth-Inseln in Nunavut (Kanada) trennt. Östlich der Meerenge liegt der Lancastersund, der in die Baffin Bay mündet; westlich liegen die McClure-Straße und der Arktische Ozean.
Auf der Suche nach den vermissten Teilnehmern der Franklin-Expedition gelangte der britische Forscher Robert John Le Mesurier McClure 1850 von Osten her in den Viscount-Melville-Sund. Damit hatte er die lange Zeit gesuchte Nordwestpassage gefunden, das letzte Teilstück der Durchfahrt zwischen Atlantik und Pazifik in westlicher Richtung.